# Grupa pułkownika Jerzego Ferek-Błeszyńskiego
Grupa pułkownika Jerzego Ferek-Błeszyńskiego – związek taktyczny Wojska Polskiego z okresu wojny polsko-bolszewickiej.

## Struktura organizacyjna
Skład w sierpniu 1920:
- dowództwo grupy operacyjnej
- 205 pułk piechoty
- 4 Pomorski pułk piechoty
- kompania marszowa 9 pułku piechoty Legionów
- I batalion pułku morskiego
- II/17 pułku artylerii ciężkiej
- Centralny Obóz Podoficerskich Szkół Artylerii
- pluton I/16 pułku artylerii ciężkiej
- dywizjon 5 pułku strzelców konnych
- III/ 18 pułku ułanów
- szwadron 218 pułku ułanów